# Lista över fornlämningar i Linköpings kommun (Lillkyrka)
Lista över fornlämningar i Linköpings kommun (Lillkyrka) är en förteckning av ett urval av de fornlämningar som finns i Lillkyrka i Linköpings kommun.
| Namn                                     | Lämningstyp  | Tillkomsttid | Historisk indelning     | Plats | Läge                 | ID-nr          | Bild                                      |
| ---------------------------------------- | ------------ | ------------ | ----------------------- | ----- | -------------------- | -------------- | ----------------------------------------- |
| Ög 219 (Lillkyrka 2:1)                   | Runristning  |              | Lillkyrka, Östergötland |       | 58.496853, 15.916608 | 10046000020001 | Ladda upp en till bild av detta fornminne |
| Lillkyrka 3:1                            | Gravfält     |              | Lillkyrka, Östergötland |       | 58.496953, 15.915637 | 10046000030001 | Ladda upp en bild av detta fornminne      |
| Lillkyrka 4:1                            | Stensättning |              | Lillkyrka, Östergötland |       | 58.493253, 15.912001 | 10046000040001 | Ladda upp en bild av detta fornminne      |
| Lillkyrka 5:1                            | Stensättning |              | Lillkyrka, Östergötland |       | 58.494332, 15.904268 | 10046000050001 | Ladda upp en bild av detta fornminne      |
| Lillkyrka 6:1                            | Stensättning |              | Lillkyrka, Östergötland |       | 58.498533, 15.897475 | 10046000060001 | Ladda upp en bild av detta fornminne      |
| Lillkyrka 7:1                            | Gravfält     |              | Lillkyrka, Östergötland |       | 58.501681, 15.899642 | 10046000070001 | Ladda upp en bild av detta fornminne      |
| Lillkyrka 9:1                            | Stenkrets    |              | Lillkyrka, Östergötland |       | 58.500756, 15.906538 | 10046000090001 | Ladda upp en bild av detta fornminne      |
| Lillkyrka 10:1                           | Gravfält     |              | Lillkyrka, Östergötland |       | 58.486528, 15.872209 | 10046000100001 | Ladda upp en bild av detta fornminne      |
| Lillkyrka 11:1                           | Stenkrets    |              | Lillkyrka, Östergötland |       | 58.485782, 15.885645 | 10046000110001 | Ladda upp en bild av detta fornminne      |
| Lillkyrka 15:1                           | Gravfält     |              | Lillkyrka, Östergötland |       | 58.497519, 15.889844 | 10046000150001 | Ladda upp en bild av detta fornminne      |
| Lillkyrka 16:1                           | Stensättning |              | Lillkyrka, Östergötland |       | 58.495953, 15.893894 | 10046000160001 | Ladda upp en bild av detta fornminne      |
| Lillkyrka 18:1                           | Stensättning |              | Lillkyrka, Östergötland |       | 58.498090, 15.876663 | 10046000180001 | Ladda upp en bild av detta fornminne      |
| 2) Ärnestads gamla tomt (Lillkyrka 19:1) | Stensättning |              | Lillkyrka, Östergötland |       | 58.497936, 15.879800 | 10046000190001 | Ladda upp en bild av detta fornminne      |
| Lillkyrka 21:1                           | Stensättning |              | Lillkyrka, Östergötland |       | 58.503573, 15.880926 | 10046000210001 | Ladda upp en bild av detta fornminne      |
| Lillkyrka 26:1                           | Gravfält     |              | Lillkyrka, Östergötland |       | 58.494820, 15.878171 | 10046000260001 | Ladda upp en bild av detta fornminne      |
| Lillkyrka 35:1                           | Hög          |              | Lillkyrka, Östergötland |       | 58.493903, 15.905926 | 10046000350001 | Ladda upp en bild av detta fornminne      |
| Lillkyrka 37:1                           | Stensättning |              | Lillkyrka, Östergötland |       | 58.502342, 15.902443 | 10046000370001 | Ladda upp en bild av detta fornminne      |
| Lillkyrka 39:1                           | Stensättning |              | Lillkyrka, Östergötland |       | 58.498721, 15.921647 | 10046000390001 | Ladda upp en bild av detta fornminne      |